# Wariwci
Wariwci (ukr. Варівці) – wieś na Ukrainie, w obwodzie chmielnickim, w rejonie chmielnickim, w hromadzie Gródek. W 2001 liczyła 596 mieszkańców, spośród których 594 wskazało jako ojczysty język ukraiński, a 2 rosyjski.